# Estación Bolívar (Transmetro Guatemala)
La Estación Bolivar es una de las estaciones del eje sur del Transmetro de la Ciudad de Guatemala.
Está ubicada sobre la Avenida Bolívar en las zonas 3 y 8 de la Ciudad de Guatemala, a inmediaciones de la referida vía de transporte.
- Datos: Q21002809